# Mózes ben József Kimhi
Mózes ben József Kimhi (héberül: רבי משה קמחי), rövidítve Remak (Narbonne, 1127 körül – Narbonne, 1190 körül) középkori franciaországi zsidó nyelvtudós.
Jószéf ben Izsák Kimhi fiaként született. Sevíle Ha-dáát című tüzetes, rövid terjedelmű nyelvtani kézikönyve – amely inkább csak paradigmákat nyújt – nagy tekintélynek örvendett kortársai előtt, és később latin nyelvre is lefordították. A tömör és száraz előadású munkában foglalt igemódok (binjan) sorrendjét később általánosan is elfogadták.
Bár Ábrahám ibn Ezra neve alatt terjedt el, valójában Mózes ben József Kimhi művei a Példabeszédekhez, Ezdráshoz és Nehémiás könyvéhez írt kommentárok.